# Rusistika
Rusistika (njem. Russistik) je grana filologije koja istražuje ruski jezik, književnost i kulturu. Njezini istraživači i učitelji nazivaju se rusistima.
Počela se razvijati u vrijeme hladnog rata. U komunizmu se često povezivala sa sovjetskim i komunističkim studijama i tzv. kremljologijom.
Jedna je od grana slavistike. Uz jezik, kulturu i književnost rusistika proučava i rusku povijest i politiku. 

## Litaretura
- Wolfgang Kessler. Das Studium der Slavistik und Russistik, Vol. 13, Paderborn: Schöningh 1973.